# Yéanzi
Yéanzi (auch Yeanzi; * 1988 in Katiola, Elfenbeinküste als Lanin Saint-Étienne Yéanzi) ist ein ivorischer Künstler, Maler und Zeichner. Er lebt und arbeitet in Bingerville, einem Stadtteil der Wirtschaftsmetropole Abidjan. Mit einem Abschluss der ENBA (École Nationale des Beaux-Arts) als Bester seiner Klasse gewann er bereits mehrere Kunstwettbewerbe (Nairay Grand Prix, Bene Hoane Prix). Seine Werke wurden in seiner Heimatstadt Abidjan sowie in internationalen Galerien und Kunstmessen ausgestellt.

## Kunsthistorische Einordnung
Das Thema Identität gilt als wichtiges Leitmotiv in Yéanzi’s Œuvre. Seit 2013 schafft er Werke aus diversen Medien wie Plastik, das er schmilzt und ohne Pinsel auf die Oberfläche tropfen lässt, um Gesichter und menschliche Formen erscheinen zu lassen. Unausweichlich schränkt diese Wahl der Medien und Materialien die Kontrolle des Künstlers über den Schaffensprozess ein und unterstreicht somit die der Kunst innewohnende Spannung zwischen Absicht und Zufall und regt zum Nachdenken über dieses Phänomen an. Während der Schaffung seiner Werke sammelt Yéanzi die Geschichten von Menschen, die hierbei anonym bleiben.
Yéanzi stellt den etablierten Ansatz des Porträts infrage, der die Bekanntheit der dargestellten Person fordert. Die Diskontinuität seiner Porträts sowie deren subjektive Erscheinung stehen im Einklang mit seinen Fragen nach der Identität, die ebenso schwer zu erfassen sind wie die Gesichter und Gesichtsausdrücke seiner Modelle. Mit der Zeit weitete sich Yéanzis Blick und wanderte vom Individuum zur Gruppe, die als kollektive Einheit verstanden werden muss. In seinen Werken hinterfragt er auch den Begriff des Erbes und die damit verbundene Form der Amnesie sowie ihre Bedeutung für die Identitätsbildung.

## Auszeichnungen
- 2012: Official selection to represent Côte d’Ivoire at the 7th Jeux de la Francophonie in Nizza, Frankreich
- 2012: Major of the General Arts Diploma - Insaac
- 2012: Diploma of Honour of the National Order of Merit of Côte d’Ivoire[4]
- 2013: Bene Hoane Prix[4]
- 2013: Nairay Grand Prix[4]

## Ausstellungen (Auswahl)
- 2011: La caravane des artistes, Palais de la culture, Abidjan, Côte d’Ivoire
- 2011: Rentrée culturelle du Palais de la culture Bernard Dadié, Palais de la culture, Abidjan, Côte d’Ivoire
- 2011: Rentrée culturelle at Ministry of Culture and Francophonie, Palais de la culture, Abidjan, Côte d’Ivoire
- 2011: La fête de la musique, Institut français, Abidjan, Côte d’Ivoire
- 2012: Abidjan on dit quoi ? Jeunes talents, Rotonde des arts contemporains, Abidjan, Côte d’Ivoire
- 2013: Jeux de la francophonie, Acropolis, Nizza, Frankreich
- 2014: 1:54 Contemporary African Art Fair, London, UK
- 2014: AAA (Abidjan Arts Actuels), Fondation Donwahi, Abidjan, Côte d’Ivoire
- 2015: Platform, Art Twenty One, Lagos, Nigeria
- 2015: 1:54 Contemporary African Art Fair, London, UK
- 2015: Art Dubaï, Madinat Jumeirah, Dubaï, Vereinigte Arabische Emirate
- 2015: Studio Lumière, Jack Bell Gallery, London, UK
- 2015: persona, Galerie Cécile Fakhoury, Abidjan, Côte d’Ivoire[5]
- 2016: 1:54 Contemporary African Art Fair, Pioneers works, New-York, USA
- 2016: Une collection particulière, OFF Biennale de Dakar (12e édition), Dakar, Senegal
- 2016: 1:54 Contemporary African Art Fair, London, UK
- 2017: 1:54 Contemporary African Art Fair, London, UK
- 2017: Cape Town Art Fair, CTICC, Kapstadt, Südafrika
- 2017: projections, Galerie Cécile Fakhoury, Abidjan, Côte d’Ivoire[5]
- 2018: Cape Town Art Fair, CTICC, Kapstadt, Südafrika
- 2019: 1:54 Contemporary African Art Fair, La Mamounia, Marrakech, Marokko
- 2019: In-discipline, Fondation Montresso, Jardin Rouge, Marrakech, Marokko
- 2020: A Response in Uncertain Times, Lars Kristian Bode Galerie, Berlin, Deutschland
- 2020: Akwaba, Galerie Melbye-Konan, Hamburg, Deutschland[6]
- 2021: ID-Illusions Identitaires, Galerie Melbye-Konan, Hamburg, Deutschland
- 2022: The Milk Of Dreams, 59th Biennale Arte di Venezia, Italien
- 2022: PERJECIUM, Galerie Melbye-Konan, Hamburg, Deutschland

## Publikation
- 2022: Yeanzi, Publisher: Melbye-Konan Publications, Hardcover